# 125 км (платформа)
125 кіломе́тр — пасажирська зупинна залізнична платформа Дніпровської дирекції Придніпровської залізниці на лінії Верхівцеве — Запоріжжя-Кам'янське за 6 кілометрів на схід від станції Верхівцеве. Розташована між зупинними платформами 119 км та 128 км, неподалік — с. Широке Верхньодніпровського району.
На платформі зупиняються приміські електропоїзди сполучення Дніпро-Головний — Верхівцеве та Дніпро-Головний — П'ятихатки.